# 罕额依新石器时代文化遗址和汉代石棺葬墓群
罕额依新石器时代文化遗址和汉代石棺葬墓群位於四川省丹巴縣中路鄉罕額依村，文物遺址年代判定為新石器时代、汉。1996年9月16日公佈為四川省第四批省級文物保護單位。2013年3月5日列為第七批全國重點文物保護單位。